# 別府市
別府市（日语：／ Beppu shi */?）是位於日本大分縣中部的一個城市，是大分縣的第二大都市。鄰接城市有大分市、宇佐市、由布市及日出町，當中與大分縣縣廳所在地大分市只有一山之隔，搭乘鐵路只需15分鐘的時間。
別府市以溫泉產業為名，全市擁有超過200個公共溫泉，在日本對於溫泉性質的11種分類中，有「別府八湯」之稱的別府溫泉，除了放射能泉以外的10種都可以找到；此外，別府地區的湧泉孔多達2,832個，佔了全日本湧泉孔總數的十分之一，每分鐘95,190公升的湧水量也是全日本湧水量最大的城市，在全世界也只次於美國的黃石國家公園。
目前在大分縣中，只有別府市與津久見市未參予平成大合併。
以別府市為主球場的職業球隊包括：日本職業籃球聯盟的大分熱魔鬼。

## 歷史
別府地區最早的歷史紀錄是出現「豐後國風土記」以及「伊予國風土記」中，其中記載了此地為溫泉地。在鎌倉時代以及室町時代，都是在大友氏的統治下；在江戶時代則成為幕府直轄的天領。
從明治初期就已經是著名的溫泉景點，每年約有八萬名旅客為了溫泉來到別府；到昭和初期時已成長至每年近200萬名旅客，也成為全日本最大的溫泉區；目前每年約有四百萬旅客，也因此全市就業人口中有超過八成是從事服務業。

### 年表
- 1889年4月1日：實施町村制，現在的轄區在當時分屬速見郡別府村、濱脇村、御越村、石垣村、朝日村。
- 1893年4月11日：[5]
  - 別府村改制為別府町。
  - 濱脇村改制為濱脇町。
- 1901年11月1日：御越村改制為御越町。
- 1906年4月1日：濱脇町和別府町合併為新設置的別府町。
- 1924年4月1日：別府町改制為別府市。
- 1925年1月1日：御越町改名為龜川町。
- 1935年9月4日：石垣村、朝日村、龜川町被併入別府市。
- 1956年4月1日：南端村的部分地區被併入別府市。

| 1889年以前              | 1889年4月1日 | 1889年 - 1912年            | 1889年 - 1912年            | 1912年 - 1926年            | 1926年 - 1944年            | 1945年 - 1954年      | 1945年 - 1954年      | 1955年 - 1988年         | 1988年 - 現在 | 現在   |
| ----------------------- | ------------ | -------------------------- | -------------------------- | -------------------------- | -------------------------- | -------------------- | -------------------- | ----------------------- | ------------- | ------ |
|                         | 日出町       | 日出町                     | 日出町                     | 日出町                     | 日出町                     | 1954年3月31日 日出町 | 1954年3月31日 日出町 | 1954年3月31日 日出町    | 日出町        | 日出町 |
|                         | 豐岡村       | 1898年3月19日 改制為豐岡町 | 1898年3月19日 改制為豐岡町 | 1898年3月19日 改制為豐岡町 | 1898年3月19日 改制為豐岡町 | 1954年3月31日 日出町 | 1954年3月31日 日出町 | 1954年3月31日 日出町    | 日出町        | 日出町 |
|                         | 藤原村       |                            |                            |                            |                            | 1954年3月31日 日出町 | 1954年3月31日 日出町 | 1954年3月31日 日出町    | 日出町        | 日出町 |
|                         | 川崎村       |                            |                            |                            |                            | 1954年3月31日 日出町 | 1954年3月31日 日出町 | 1954年3月31日 日出町    | 日出町        | 日出町 |
|                         | 大神村       |                            |                            |                            |                            | 1954年3月31日 日出町 | 1954年3月31日 日出町 | 1954年3月31日 日出町    | 日出町        | 日出町 |
|                         | 南端村       | 南端村                     | 南端村                     | 南端村                     | 南端村                     | 南端村               | 南端村               | 1956年8月1日 併入日出町 | 日出町        | 日出町 |
| 1956年8月1日 併入別府市 | 南端村       | 南端村                     | 南端村                     | 南端村                     | 南端村                     | 南端村               | 南端村               | 別府市                  | 別府市        |        |
|                         | 別府村       | 1897年4月11日 改制為別府町 | 1906年4月1日 別府町        | 1924年4月1日 改制為別府市  | 1924年4月1日 改制為別府市  | 別府市               | 別府市               | 別府市                  | 別府市        |        |
|                         | 濱脇村       | 1897年4月11日 改制為濱脇町 | 1906年4月1日 別府町        | 1924年4月1日 改制為別府市  | 1924年4月1日 改制為別府市  | 別府市               | 別府市               | 別府市                  | 別府市        |        |
|                         | 御越村       | 1901年11月1日 改制為御越町 | 1901年11月1日 改制為御越町 | 1925年1月1日 改名為龜川町  | 1935年9月4日 併入別府市    | 別府市               | 別府市               | 別府市                  | 別府市        |        |
|                         | 石垣村       |                            |                            |                            | 1935年9月4日 併入別府市    | 別府市               | 別府市               | 別府市                  | 別府市        |        |
|                         | 朝日村       |                            |                            |                            | 1935年9月4日 併入別府市    | 別府市               | 別府市               | 別府市                  | 別府市        |        |

## 產業

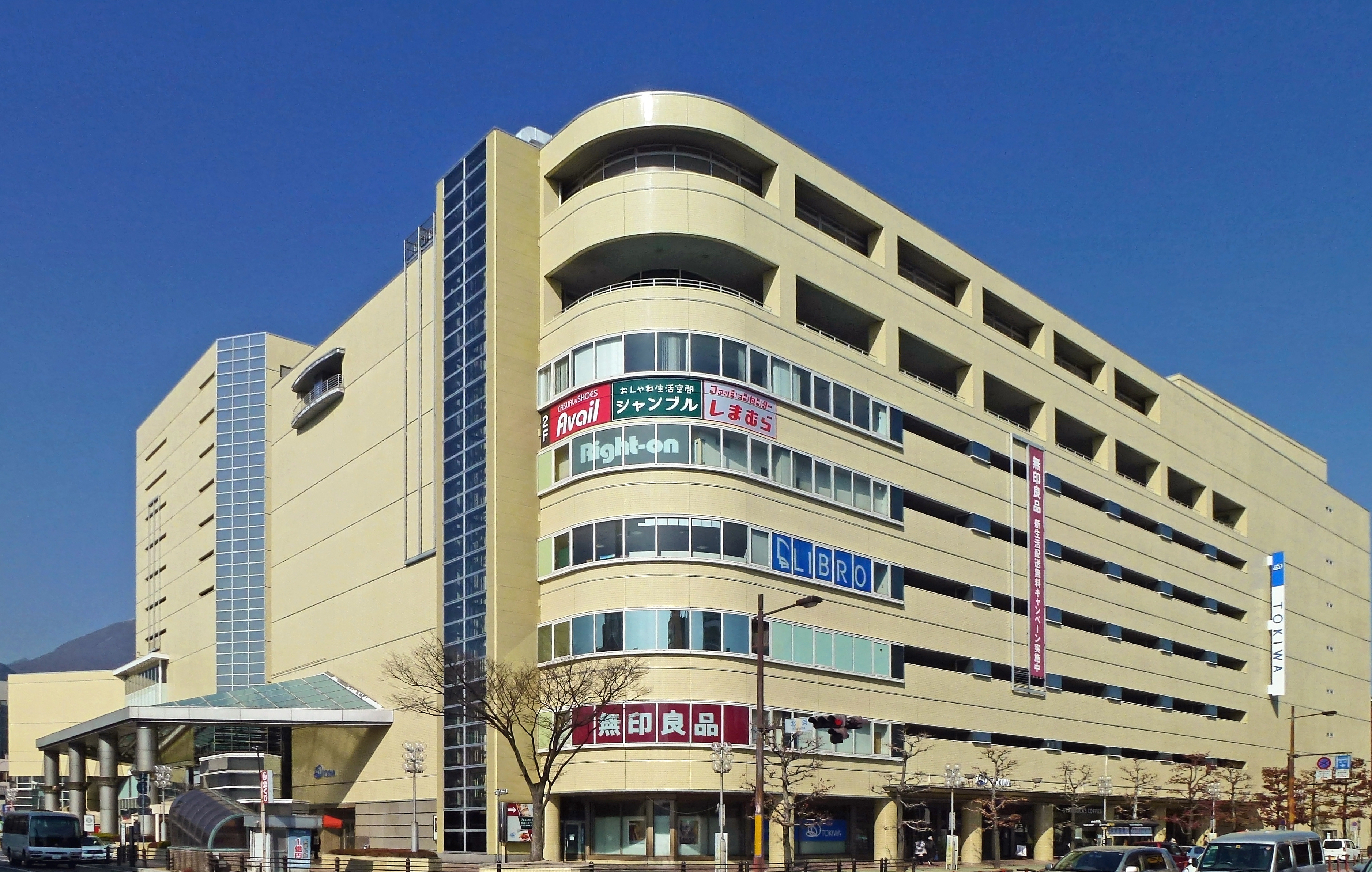
TOKIWA百貨 別府店

### 主要企業
- 明林堂書店
- 信用產業
- 三洋咖啡
- 別大興產
- 大分未來信用金庫
- 龜之井巴士

### 百貨商店
- TOKIWA（常葉百貨）別府店
- you me town（夢城市）別府商城

## 交通

### 機場
- 最鄰近的機場是大分機場，位於國東市。

### 鐵路
- 九州旅客鐵道
  - 日豐本線：龜川站 ‐ 別府大學站 ‐ 別府站 ‐ 東別府站

在1900年至1972年期間，曾經有由豐州電氣鐵道所經營的路面電車－大分交通別大線，並可連結大分市。
|  |  |  |

### 道路
高速道路
- 東九州自動車道/大分自動車道：別府灣服務區 - 別府交流道

### 港口
- 別府國際觀光港

## 觀光資源

### 名勝、景點

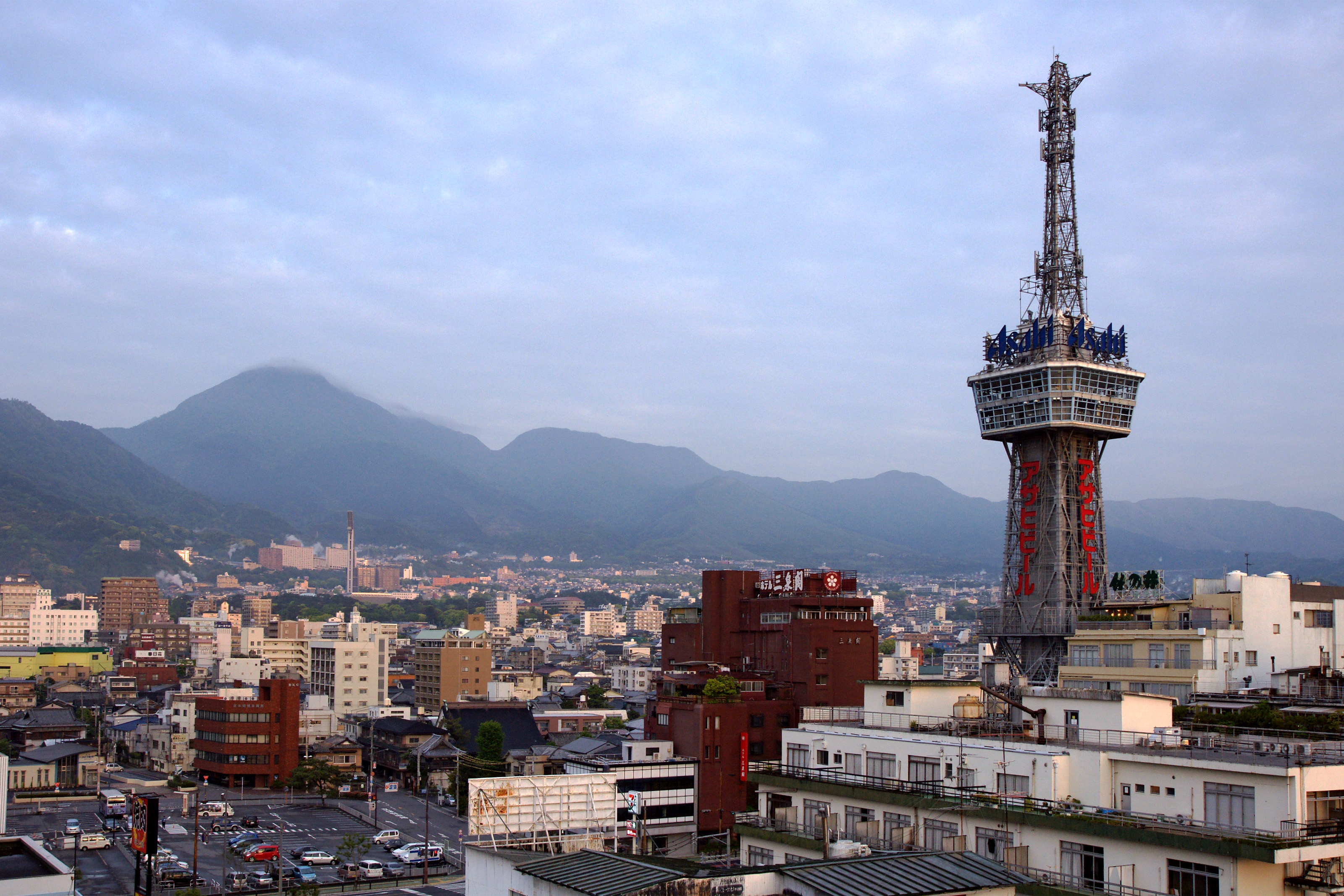
別府塔與別府市區

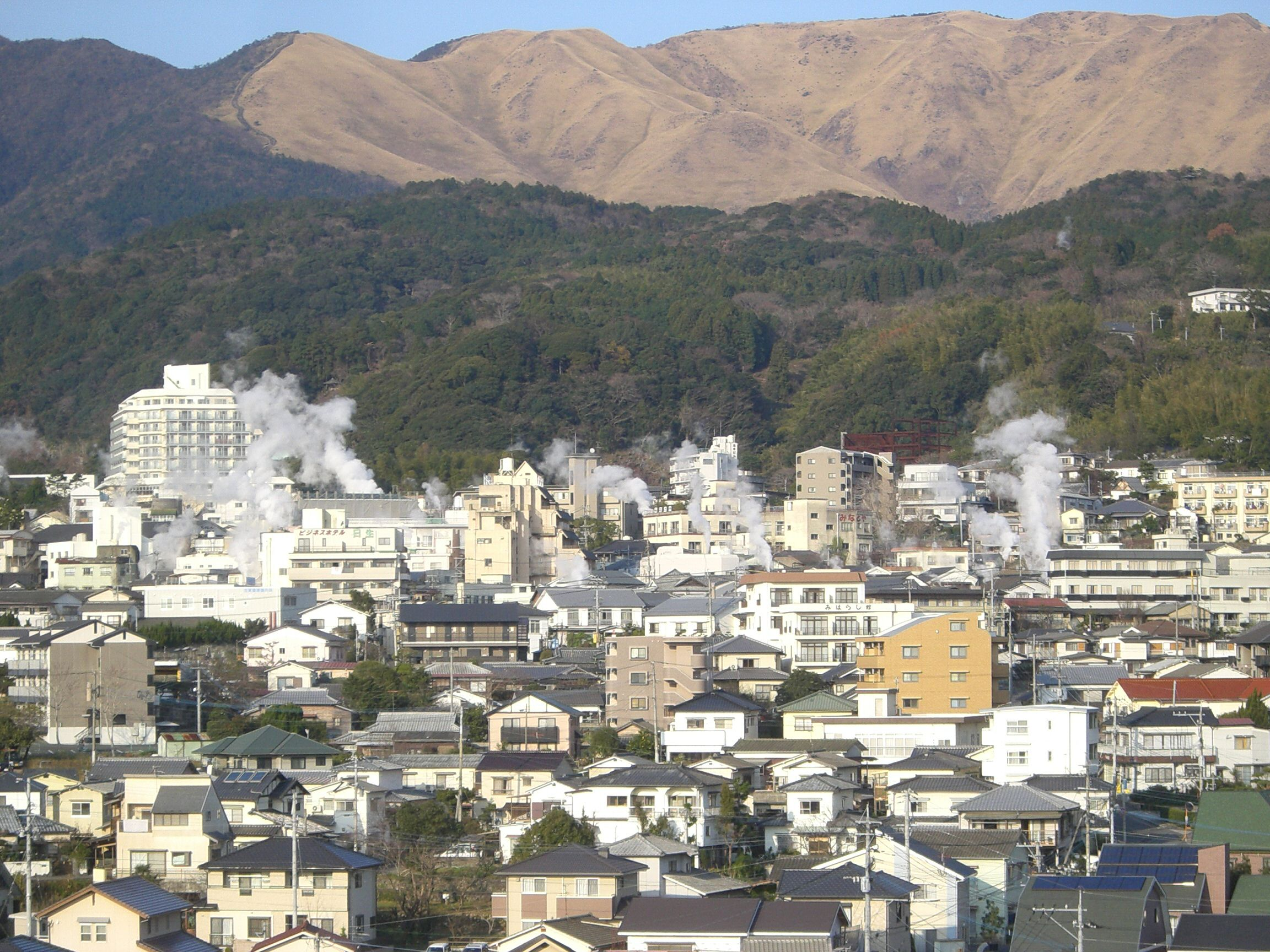
鐵輪溫泉區

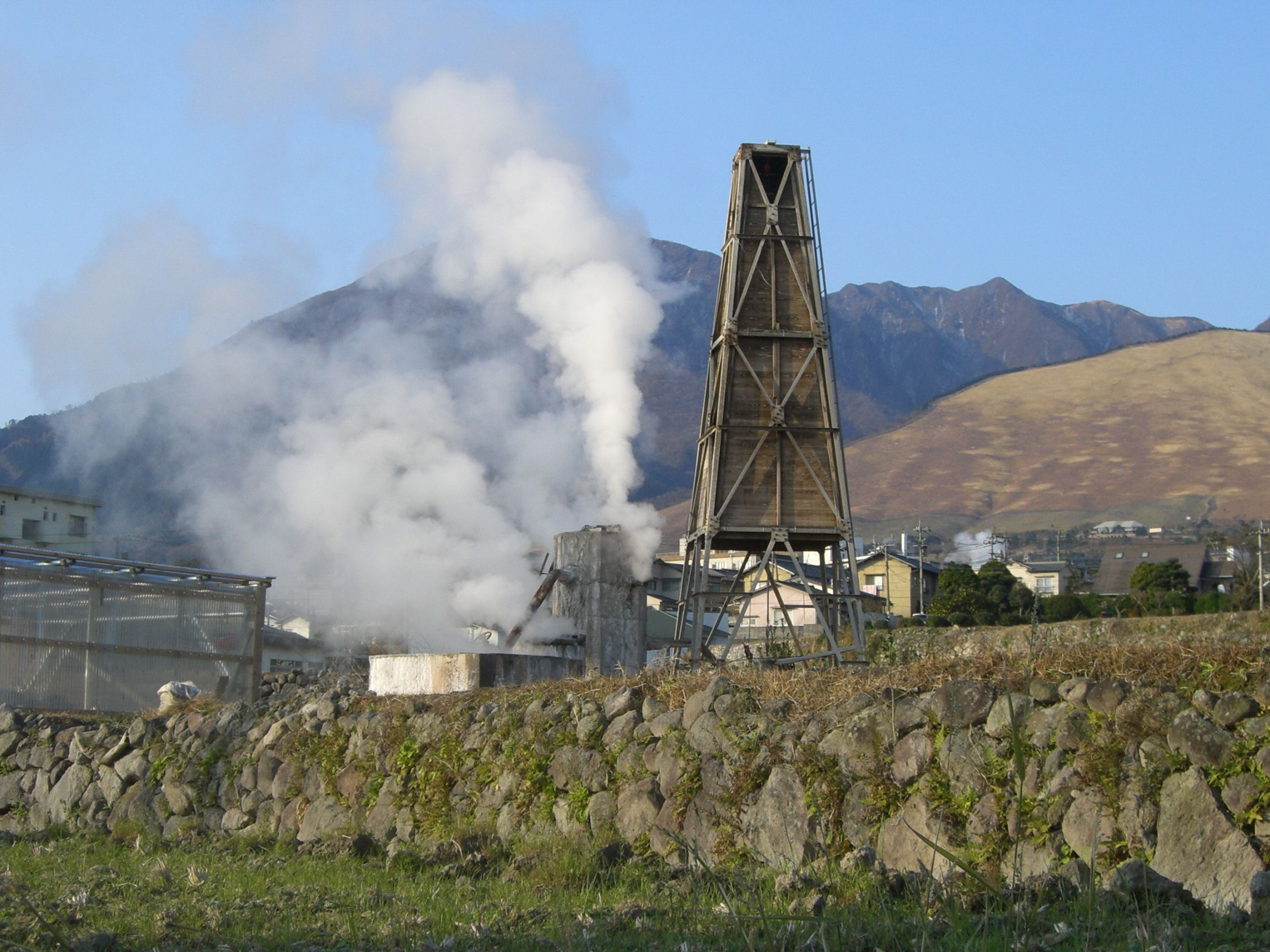
別府溫泉的泉源之一

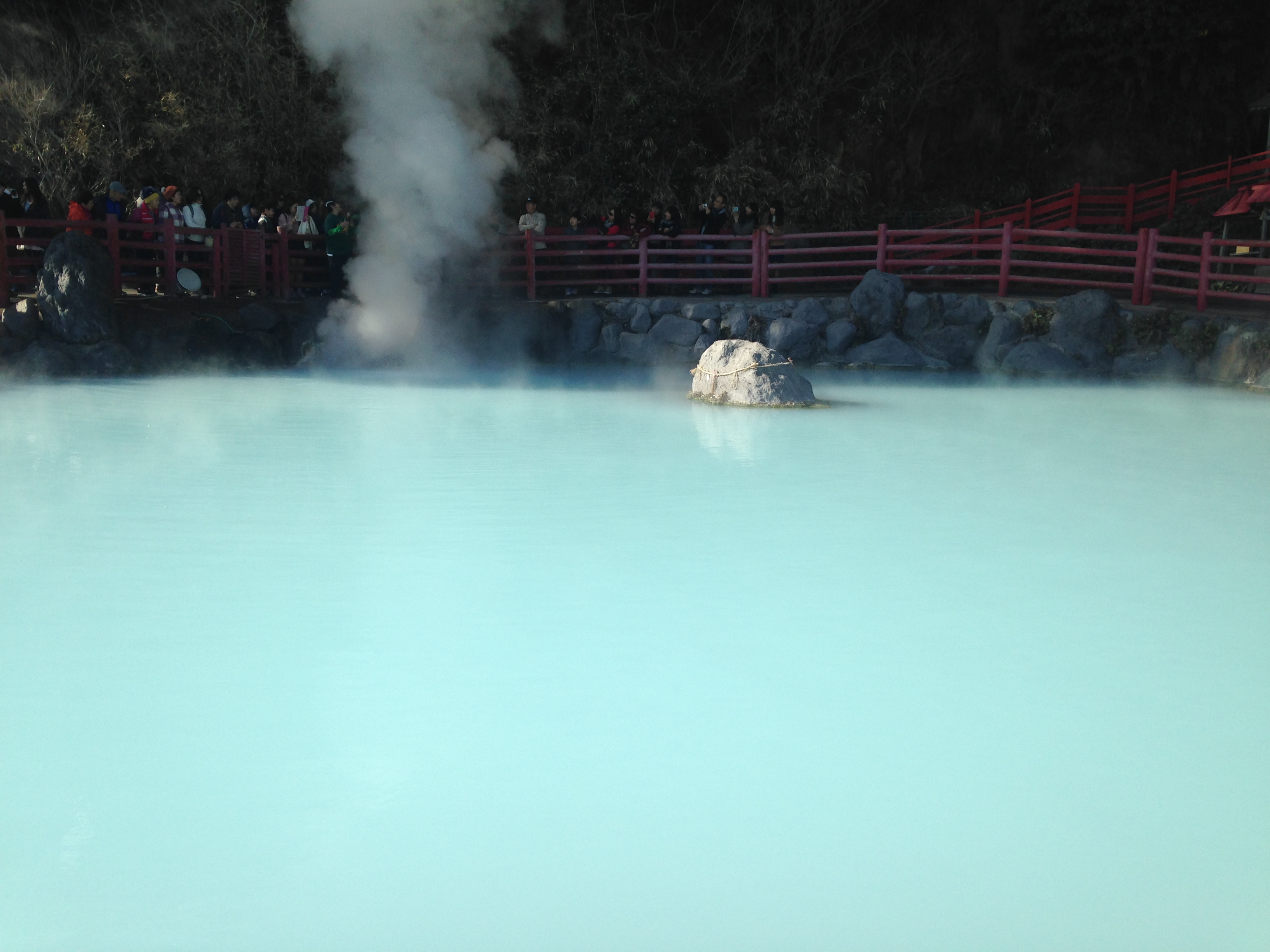
竈地獄

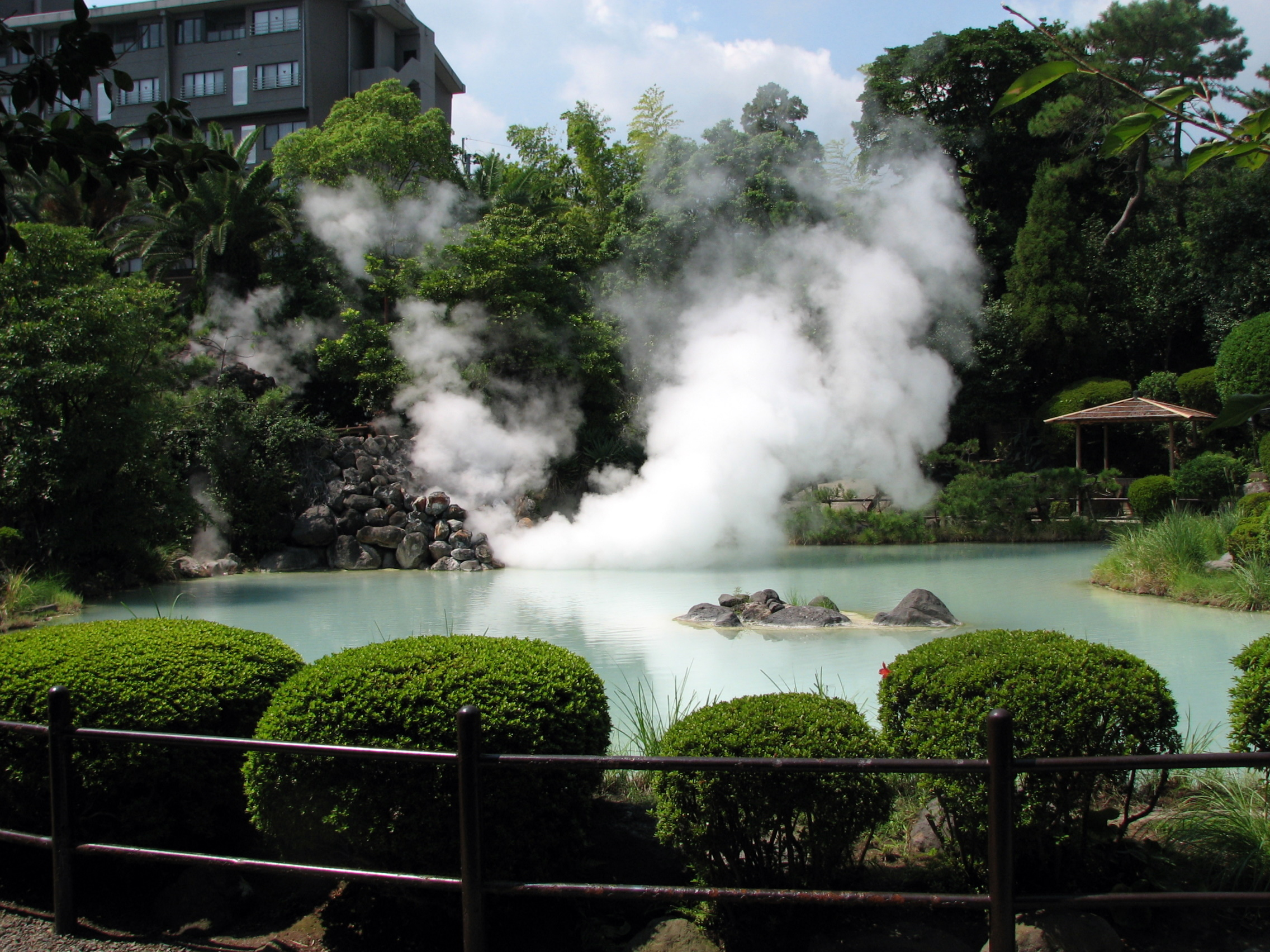
白池地獄

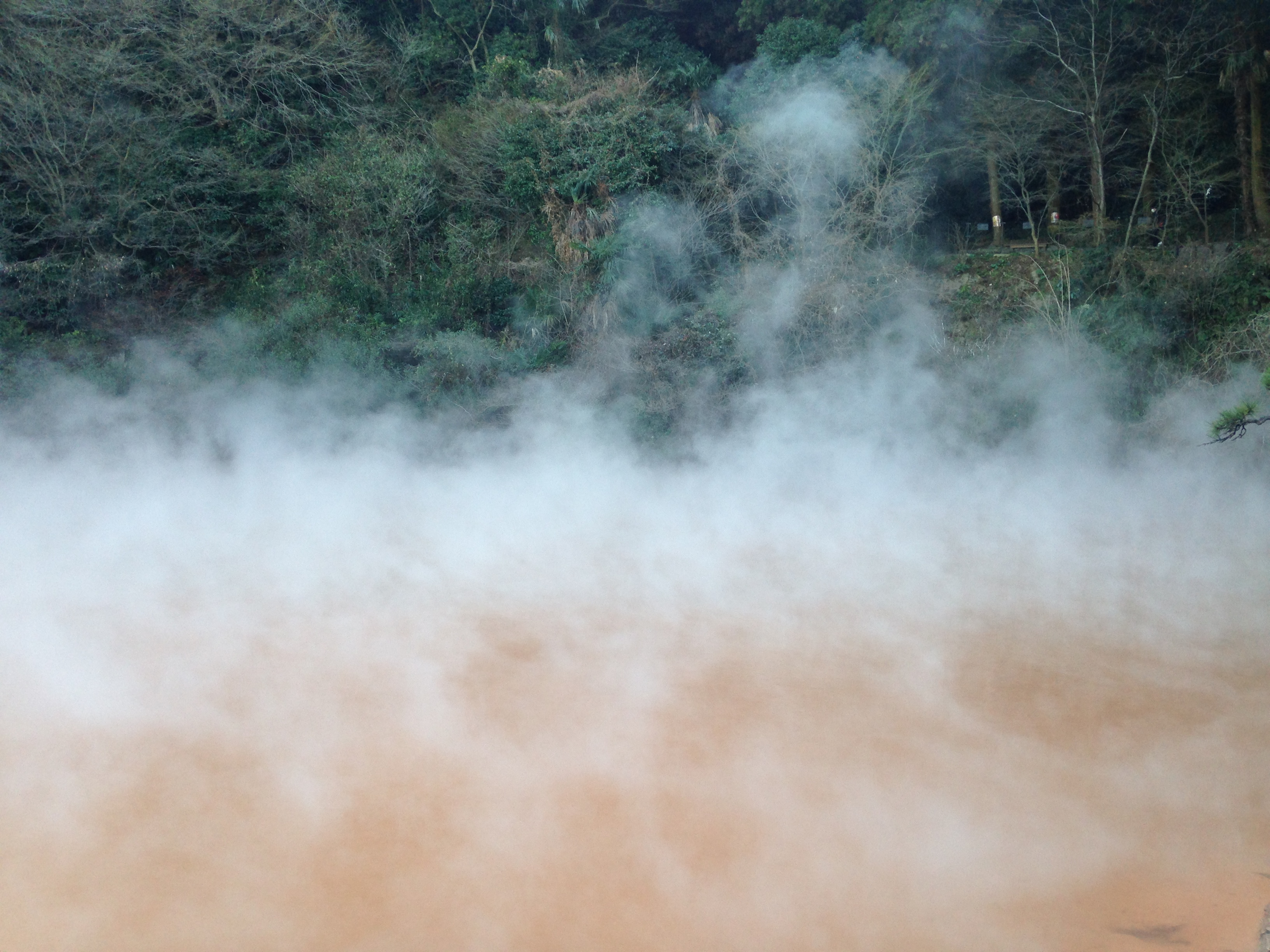
血之池地獄

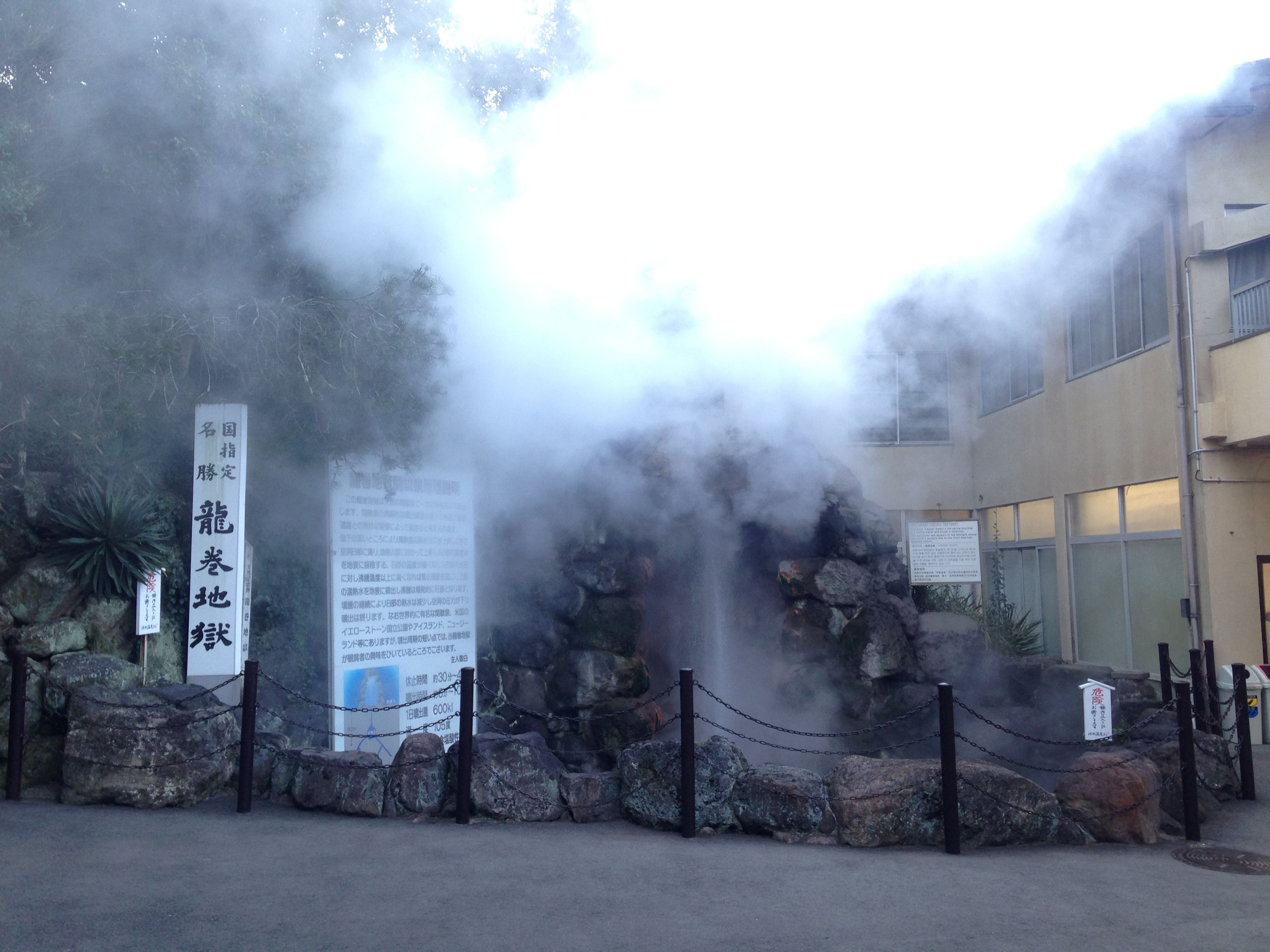
龍卷地獄

別府溫泉
由於共有八個溫泉區，又稱為別府八湯。
- 別府溫泉
- 濱脇溫泉
- 龜川溫泉
- 鐵輪溫泉
- 明礬溫泉
- 柴石溫泉
- 觀海寺溫泉
- 堀田溫泉

別府地獄巡禮
- 海地獄
- 鬼石坊主地獄
- 竈地獄
- 鬼山地獄
- 白池地獄
- 血之池地獄
- 龍卷地獄

別府三勝
在大正時代針對別府市周邊所規劃的三大景勝
- 佛崎
- 志高湖
- 內山溪谷

別府八景
在大正時代針對別府市周邊所規劃的八大景勝
- 高崎山（位於大分市）
- 濱脇公園
- 乙原、觀海寺
- 鶴見丘
- 實相寺山
- 柴石溪流
- 由布院（位於由布市）
- 日出海岸（位於日出町）

觀光設施
- 別府競輪場
- 志高湖
- 神楽女湖（菖蒲園）
- 城島高原遊樂園
- 別府樂天地遊樂園
- 杉乃井PALACE
- 見返台（現已停止開放）
- 近鐵別府纜車
- 別府塔

## 教育

### 大學
- 立命館亚洲太平洋大學（APU）
- 別府大學

### 短期大學
- 別府溝部學園短期大學

### 高等學校
公立
- 大分縣立別府青山高等學校
- 大分縣立別府鶴見丘高等學校
- 大分縣立別府羽室台高等學校
- 別府市立別府商業高等學校

私立
- 明豐中學校及高等學校
- 別府溝部學園高等學校

## 姊妹都市

### 日本
- 熱海市（靜岡縣）：於1966年8月5日締結姊妹都市。[7]

### 海外

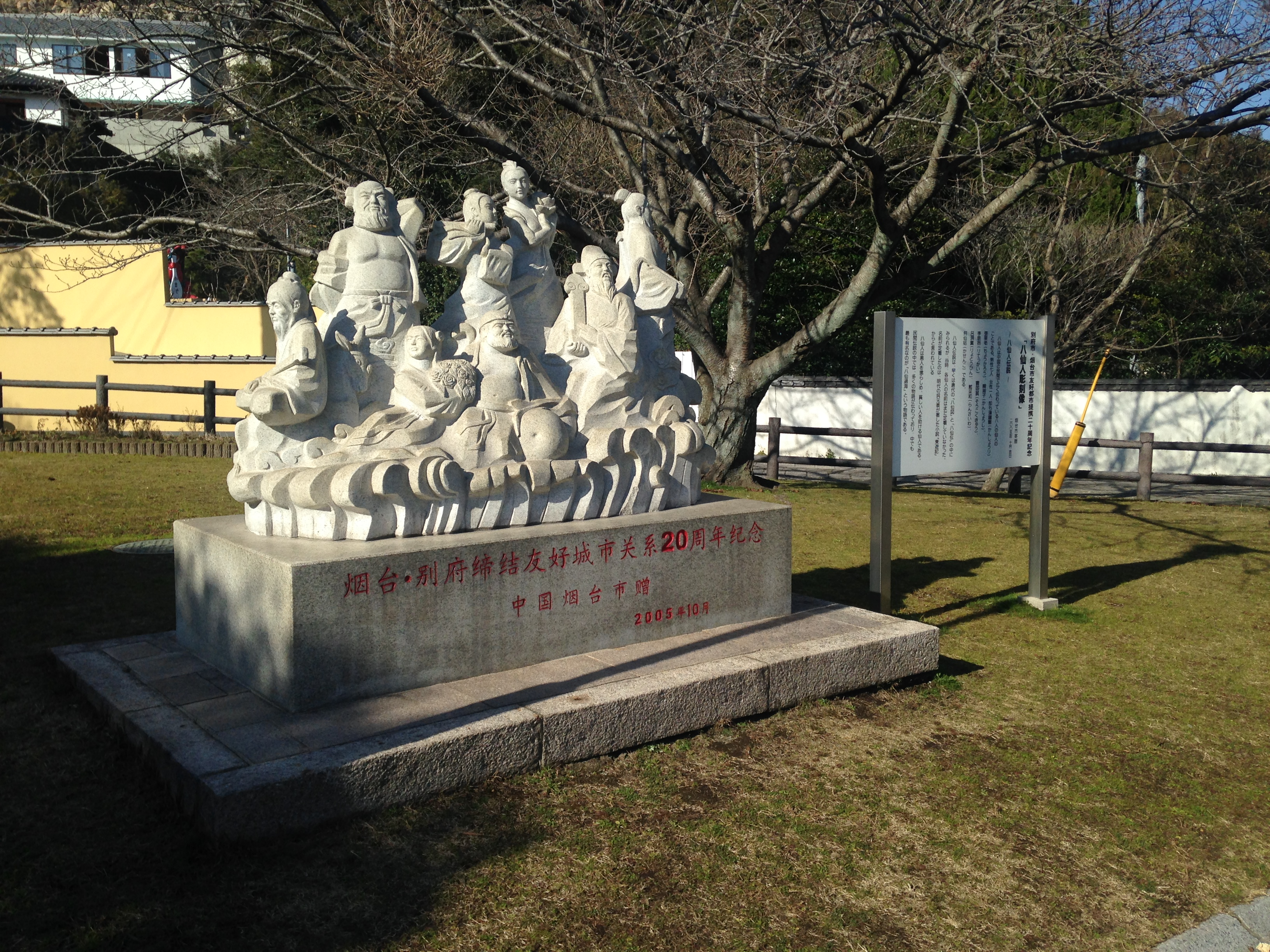
煙臺·別府締結友好城市關係20週年紀念像

- 木浦市（大韓民國全羅南道）：於1984年10月1日締結姊妹都市。[8]
- 博蒙特（美國德克薩斯州）：於1985年5月20日締結姊妹都市。[9]
- 煙台市（ 中華人民共和國山東省）：於1985年7月26日締結友好都市。[10]
- 羅托路亞（新西蘭豐盛灣）：於1987年7月10日締結姊妹都市。[11]
- 巴斯（英國西南英格蘭薩默塞特郡）：於1994年10月31日締結姊妹都市。[12]
- 濟州市（大韓民國濟州特別自治道）：於2008年1月17日至2013年1月16日期間締結為國際交流都市。[13]

## 本地出身之名人
- 稻尾和久：前職業棒球選手。
- 大塚明：前職業棒球選手。
- 岩男潤子：配音員。
- 麻丘惠：歌手。
- 山下久美子：音樂家。
- 惣領冬實：漫畫家。
- 生野祥雲齋：竹編工藝家、重要無形文化財保持者。
- 琴別府要平:前大相撲力士